# Sărmașu
Sărmașu (em húngaro: Nagysármás, AFI: /ˈnɒɟʃaːrmaːʃ/) é uma cidade do județ (distrito) de Mureș, na região histórica da Transilvânia, Roménia. Em 2011 tinha 6 942 habitantes e em 2016 estimava-se que tivesse 7 182 habitantes. A área administrada pela cidade tem 61,75 km² e inclui as aldeias de Balda (Báld), Larga (Lárga), Moruț (Marocháza), Sărmășel (Kissármás), Sărmășel-Gară (Bánffytanya), Titiana (Titiána) e Vișinelu (Csehtelke).
Em termos étnicos, segundo o censo de 2011, 65,5% da população era romena, 21,7% húngara e 10% cigana.

## Geografia
Sărmașu situa-se na parte noroeste do distrito, na planície da Transilvânia (Câmpie Transilvaniei), à beira do rio Pârâul de Câmpie, afluente do Mureș. A ocidente limita com o distrito de Cluj e a noroeste com o de Bistrița-Năsăud. A capital distrital, Târgu Mureș, situa-se 40 km a sudeste de Sărmașu.
A distribuição de população pelas localidades do município citadino era a seguinte em 2002: Balda (1 256), Larga (72), Moruț (106), Sărmășel (817), Sărmășel-Gară (763), Sărmașu (3 877), Titiana (39), Vișinelu (563)

## História
A primeira menção registada da vila data de 1329, num documento da corte do rei Carlos Roberto da Hungria, na qual ela aparece numa lista de terras doadas a Ștefan Pojany. Em 1348 é novamente mencionada num ato de doação à família Juc por parte do rei Luís I, com o nome de Terra Nobilium de Swk Sarmas. A vila pertenceu ao Reino da Hungria e depois ao Império Austríaco e à Áustria-Hungria. Em 1867, no decurso duma regorganização administrativa da Transilvânia, Sărmașu foi integrada no condado de Cluj (Kolozs).
Foi na área de Sărmașu que em 1914 foi realizada uma das primeiras explorações de gás metano na Europa, após a sua descoberta em 1908. A vila passou a fazer parte do Reino da Roménia em 1920, nos termos do Tratado de Trianon. Quando a Roménia se juntou ao Aliados durante a Segunda Guerra Mundial, Sărmașu foi ocupada pela Hungria em 5 de setembro de 1944. Passados nove dias, 126 judeus locais foram masssacrados por fascistas húngaros.
Sărmașu fez parte do distrito de Cluj até 1968, ano em que se juntou ao distrito de Mureș. Obteve o estatuto de cidade (oraș) em 2003.